# Microcaecilia albiceps
Microcaecilia albiceps är en groddjursart som först beskrevs av George Albert Boulenger 1882.  Microcaecilia albiceps ingår i släktet Microcaecilia och familjen Caeciliidae. IUCN kategoriserar arten globalt som livskraftig. Inga underarter finns listade i Catalogue of Life.